# Архістратиго-Михайлівська церква
Архістратиго-Михайлівська церква — дерев'яна церква у селі Худоліївка Семенівського району Полтавської області. Ймовірно, освячення прийшлося на день Святого Архистратига Господнього Михаїла? тому церква і має таку назву.

## Історія
Церква являє собою дерев'яну споруду, яку було збудовано у 1796 році за сприяння козацької старшини та місцевих поміщиків. Спочатку це була невелика церква на околиці села, яку можна було розібрати й перенести на інше місце (це у випадку ворожого нападу).
У 1899 році у зв'язку з переселенням Худоліївської громади на більш родючі землі, церква була перенесена та поставлена на мурований цоколь на пагорбі, посеред села. Тоді ж до неї прибудована дерев'яна дзвіниця. У 1902 році володіла 120 кв. сажнями землі ружної садибної, 20 десятинами 1400 кв. сажнями орної, 12 десятинами 2200 кв. сажнями сінокісної; у 1912 — 33 десятинами ружної землі. Діяли: бібліотека; у парафії — церковнопарафіяльна школа, школа грамоти, земське народне училище, церковнопарафіяльне попечительство.
До парафії входили хутори Черевковий, Васильчиний, Сотницький. 1902 парафіян — 1355 душ чоловічої, 1390 душ жіночої статі; 1912 парафіян привілейованих станів — 8, міщан — 22, козаків — 2525, селян — 320.
У новітній час релігійна громада була утворена як громада УПЦ МП. Зареєстрована органами державної влади 4 березня 1994 року за № 69. Для релігійних відправ використовує культову споруду.